# Síndrome de Capgras
El síndrome de Capgras o ilusión de los sosias es un trastorno neuropsiquiátrico que afecta a la capacidad de identificación del paciente. Este cree que una persona, generalmente un familiar, es reemplazado por un impostor idéntico a esa persona (en algunos casos, incluso con mascotas).

## Definición
En el Tratado de Psiquiatría de Hales-Talbott (Ancora, 1996) se define como: "el paciente cree que una persona estrechamente relacionada con él ha sido sustituida por un doble". Y en la Sinopsis de Psiquiatría de H. Kaplan (Panamericana, 1999) como: "la idea delirante de que otras personas, normalmente muy cercanas al paciente, han sido reemplazadas por dobles exactos, que son impostores".
Esta enfermedad está relacionada con la pérdida del reconocimiento emocional de los rostros familiares. Su causa podría ser una desconexión entre el sistema de reconocimiento visual y la memoria afectiva.
Es una de las falsas identificaciones que se han descrito en el 23-50% de los pacientes con demencia, así como el síndrome de Frégoli, la confusión entre televisión y realidad o el síndrome del huésped fantasma.
Puede presentarse de forma aguda, transitoria o crónica. También se han dado casos en los que los pacientes tienen el convencimiento de que el tiempo ha sido “distorsionado” o “sustituido”. El delirio ocurre más comúnmente en individuos diagnosticados con esquizofrenia paranoide, pero también se ha diagnosticado en lesiones cerebrales, demencia con cuerpos de Lewy (DCL) y otras demencias. Se presenta normalmente en individuos con una enfermedad neurodegenerativa, particularmente a una edad avanzada. También se han dados casos en los que ocurre en asociación con diabetes, hipotiroidismo y ataques de migrañas. En un caso aislado, el trastorno de Capgras fue inducido en un sujeto sano, temporalmente, por el consumo de droga, ketamina.

## Signos y síntomas
Los siguientes dos informes de casos son ejemplos del trastorno de Capgras en un entorno psiquiátrico:
- Passer y Warnock, 1991[9]

Diane era una mujer soltera de 28 años que fue vista para una evaluación en un programa de un hospital de día en preparación para ser dada el alta de un hospital psiquiátrico. Este era su tercer ingreso psiquiátrico en los últimos cinco años, siempre tímida, Diane se volvió psicótica por primera vez a los 23 años. Tras ser examinada por su psiquiatra, empezó a preocuparse de que el doctor hubiese dañado su interior y que existiera la posibilidad de que nunca pudiese quedar embarazada de nuevo. La condición del paciente mejoró con tratamiento neuroléptico pero se deterioró después del alta porque ella rechazó la medicación. Cuando fue admitida ocho meses después, se presentó con delirios donde un hombre estaba haciendo copias exactas de personas-”pantallas”- y que había dos pantallas de ella, una malvada y otra buena. El diagnóstico fue esquizofrenia con trastorno de Capgras. Estaba despeinada y tenía una calva en el cuero cabelludo autoinfligida.
- Sinkman, 2008[10]

El siguiente caso es un ejemplo del síndrome de Capgras resultante de una enfermedad neurodegenerativa: 
Fred, un hombre de 59 años con alta cualificación escolar, fue remitido para una evaluación neurológica y neuropsicológica debido a alteraciones cognitivas y del comportamiento. Había trabajado como jefe de una pequeña unidad dedicada a la investigación energética hasta unos meses antes. Su pasado médico y su historia psiquiátrica pasó sin incidentes. […]La mujer de Fred informó que unos 15 meses desde el inicio, comenzó a verla como un “doble” (sus palabras). El primer episodio ocurrió un día cuando, después de venir a casa, Fred le preguntó dónde estaba Wilma. Para su sorprendente respuesta de que estaba justo ahí, él negó firmemente que ella fuera su mujer Wilma, quien él “conocía muy bien como la madre de su hijo”, y siguió diciendo claramente que Wilma podría haberse ido y volver más tarde. […] Fred presentó un deterioro cognitivo progresivo caracterizado tanto por la gravedad como por la disminución rápida. Aparte del síndrome de Capgras, su presentación neuropsicológica fue contrastada por alteraciones del lenguaje que sugieren una disfunción ejecutiva frontal. Su discapacidad cognitiva terminó en un severo síndrome frontal.
- Santamaría 1997.

En 1997, en el hospital universitario de Córdoba, el psiquiatra Leonardo Santamaría describe un caso (en una paciente con encefalopatía VIH), no previamente plasmado en la literatura, de síndrome de falsa identificación delirante de objetos inanimados (revista Psiquiatría Biológica, oct .-97)
Aunque aparentemente sólo aportaba la novedad descriptiva, al igual que el subtipo de dobles subjetivos de Christodoulou, hizo ralentizar el incesante interés de buscar un correlato neurológico en la prosopagnosia.
Se trata de una nueva variante del síndrome, con contenidos de falsa identificación,pero en este caso no de personas, sino de objetos.

## Causas
En general, se está de acuerdo con que el síndrome de Capgras tiene una base compleja y orgánica [ y se puede entender mejor al examinar el daño neuroanatómico asociado con el síndrome].
La primera pista para dar con las posibles causas del síndrome de Capgras fueron sugeridas por el estudio del cerebro dañado en pacientes que habrían desarrollado prosopagnosia. En esta condición, los pacientes son incapaces de reconocer caras conscientemente, a pesar de ser capaces de reconocer otro tipo de objetos visuales. Sin embargo, un estudio de 1984 por Bauer mostró que a pesar de que el reconocimiento facial consciente estaba deteriorado, los pacientes con esta condición mostraron activación automática (medida por una media de respuestas galvánicas de la piel) a caras familiares, que sugieren que hay dos formas de reconocer rostros—una consciente y otro inconsciente.
Un papel publicado en 1990 en el British Journal of Psychiatry, los psicólogos Hadyn Ellis y Andy Young formularon la hipótesis de que los pacientes con el síndrome de Capgras pudieran tener una “imagen reflejada” o una doble disociación de prosopagnosia, su habilidad consciente para reconocer rostros estaba intacta, pero podrían tener daños en el sistema que produce una excitación emocional automática hacía caras familiares.
Esto podría conllevar el reconocer a alguien mientras siente que algo no está “bien” sobre ellos. En 1997, Hadyn Ellis y sus compañeros publicaron un estudio de cinco pacientes con síndrome de Capgras ( todos diagnosticados con esquizofrenia) y confirmaron que a pesar de que conscientemente pudieran reconocer las caras, no mostraban la excitación emocional automática normal. El mismo nivel bajo en la respuesta automática se mostraba ante la presencia de desconocidos. Young (2008) ha expuesto como teoría que esto significa que los pacientes con este problema experimentan una “pérdida” de familiaridad, no una “falta” de la misma. La evidencia adicional para esta explicación proviene de otros estudios que miden las respuestas galvánicas de la piel (GSR) a las caras. Un paciente con el síndrome de Capgras mostró una reducción en el GSR ante caras a pesar del reconocimiento facial normal. Esta teoría para explicar las causas del síndrome de Capgras fue resumida en Trends in Cognitive Science.
William Hirstein y Vilayanur S. Ramachandran informaron sobre hallazgos similares en un artículo publicado en un solo caso de un paciente con síndrome de Capgras después de un daño cerebral. Ramachandran describió este caso en su libro Phantoms in the brain, y dio una charla sobre el en un TED en 2007. Desde que el paciente fue capaz de sentir emociones y reconocer caras, pero no sentir emociones cuando se trataba de reconocer caras familiares, Ramachandran formuló la hipótesis de que el origen del síndrome de Capgras es una desconexión entre la corteza temporal, donde los rostros son normalmente reconocidos (ver lóbulo temporal), y el sistema límbico, involucrado en las emociones. Más específicamente , enfatizó la desconexión entre la amígdala y la corteza inferotemporal.
En 2010, William Hirstein revisó esta teoría para explicar porqué una persona con el síndrome de Capgras tendrá la particular reacción de no reconocer a un familiar. Hirstein explained the theory as follows:
Hirstein explicó la teoría como dicha a continuación: 
…mi hipótesis actual sobre Capgras, que es una versión más específica de la posición que tomé en mi artículo en 1997 con V. S. Ramachandran. De acuerdo a mi actual propuesta, representamos a las personas que conocemos bien con representaciones híbridas contenidas en dos partes. Una parte los representa externamente: como se ven, suenan, etc. La otra parte los representa internamente: sus personalidades, creencias, emociones características, preferencias, etc. El síndrome de Capgras ocurre cuando la parte interna de la representación está dañada o es inaccesible. Esto produce la impresión de alguien que se ve en el exterior, pero parece diferente por dentro, es decir, un impostor. Esto proporciona una explicación mucho más específica que encaja bien con lo que realmente dicen los pacientes. Corrige un problema con la hipótesis anterior de que hay muchas respuestas posibles a la falta de una emoción al ver a alguien. 
Además, Ramachandran sugiere una relación entre el síndrome de Capgras y una dificultad más general para vincular sucesivos recuerdos episódicos debido al papel crucial que juega la emoción en la creación de recuerdos. Desde que el paciente no pudo poner recuerdos y emociones juntos, creía que los objetos presentes en una foto eran nuevos cada vez que los veía, a pesar de que normalmente le hubiesen evocado emociones (e.j. una persona cercana a él, un objeto cotidiano, o el mismo). Otros como Merrin y Silberfarb (1976) también han propuesto vínculos entre el síndrome de Capgras y déficits en aspectos de la memoria. Sugieren que una persona importante y familiar (el sujeto usual en el delirio) tiene muchas capas de recuerdos visuales, auditivos, táctiles y experimentales asociados con ellos, Por lo que el delirio de Capgras se puede entender como el fallo de la constancia del objeto en un alto nivel de percepción. 
Lo más probable, más que un deterioro de la respuesta de activación emocional automática es necesaria para formar el delirio de Capgras, ya que se ha reportado el mismo patrón en pacientes que no mostraban ningún signo de delirios. Ellis sugirió que un segundo factor explica porque esta inusual experiencia se transforma en una creencia delirante; este segundo factor se piensa que es un impedimento en el razonamiento,  aunque no se ha encontrado ningún deterioro definitivo para explicar todos los casos. Muchos han defendido la inclusión del papel de la fenomenología del paciente en los modelos explicativos del síndrome de Capgras para comprender mejor los mecanismos que permiten la creación y el mantenimiento de creencias delirantes.
El síndrome de Capgras también ha sido relacionado con paramnesia reduplicativa, otro síndrome delirante de identificación errónea. Desde que estos síndromes son altamente asociados, se ha propuesto que afectan a áreas similares del cerebro y por ello tienen implicaciones neurológicas similares. La paramnesia reduplicativa se conoce por afectar al lóbulo frontal y por lo tanto se cree que el síndrome de Capgras está también asociado con el lóbulo frontal. Aunque el daño no es directamente causado en el lóbulo frontal, una interrupción de signos entre otros lóbulos y el frontal, podría ser resultado del síndrome de Capgras.

## Diagnóstico
Debido a que es una condición rara y poco conocida, no hay una forma definitiva de diagnosticar el síndrome de Capgras. El diagnóstico se realiza principalmente en la evaluación psicológica del paciente, quien probablemente sea llevado a la atención de un psicólogo por un familiar o un amigo que se cree que es un impostor bajo el engaño.

## Etimología
Fue nombrada en honor a Jean Marie Joseph Capgras, psiquiatra francés que reconoció la enfermedad bajo el nombre de l'illusion des sosies (ilusión de los dobles) en 1923. Capgras informó del caso de una mujer de 74 años que afirmaba que su esposo había sido remplazado por un extraño. La paciente reconocía con facilidad a los demás familiares, todos excepto a su esposo.

## En la cultura popular
- 1955 Jack Finney novela de ciencia ficción The Body Snatchers comienza con varias personas que van al médico del pueblo, convencidas de que sus seres queridos han sido reemplazados por réplicas exactas.

- En la historia de John W. Campbell ¿Quién vive?, posteriormente adaptada al cine en 1982 (en La Cosa), se trata de un poder ajeno que imita a otras formas de vida y a los seres humanos de su clase. La trama se centra en la desconfianza y la paranoia resultante entre el personal de una base antártica, entre ellos un biólogo que amenaza con eliminar a los alienígenas matando a cada uno de ellos.

- El síndrome de Capgras desempeña un papel importante en el año 2006, año en que Richard Powers gana el Premio Nacional del Libro con la novela The Echo Maker.

- En la película Synecdoche, New York (2008), cuando el protagonista Caden Cotard (P.S. Hoffman) va a casa de su exmujer, se puede ver en el timbre que su apellido es "Capgras".

- En el cuento de Shirley Jackson The Beautiful Stranger, la protagonista comienza con la ilusión de que su marido ha sido sustituido y en última instancia, es incapaz de reconocer su propia casa.

- En el manga MPD Psycho de los autores Eiji Otsuka y Sho-U Tajima se menciona el síndrome en el volumen 11 página 27 refiriéndose a uno de los personajes.

- En la serie Mentes en shock (2011) el protagonista, Dr. León Robles, busca a su hermana Lola Robles que ha sido afectada por este mal y cree que él ha sido reemplazado por un doble.

- En un capítulo de Lo que callamos las mujeres (2011), una mujer es atropellada y se golpea en la cabeza, lo que le ocasiona una lesión que le provoca el síndrome de Capgras.  En la historia, la mujer desconoce a su familia, creyendo que son impostores.

- En el capítulo 8x13 de Scrubs, titulado "Mi luna llena", uno de los pacientes tiene síndrome de Capgras y no quiere hablar con su médico porque cree que lo han sustituido por un doble.

- En el episodio "Alienation" del la serie de TV Perception, se cuenta el caso de una mujer con el Síndrome de Capgras.

- En el episodio "Dorado Falls" (Temp. 7 Ep. 3 de Criminal Minds (Mentes Criminales), en el que un ex Seal de la Marina desconoce a sus padres y los mata después de haber sufrido un accidente automovilístico, causa del síndrome.

- El síndrome aparece en el título y es parte principal de la letra de la canción "Mr. Capgras Encounters a Secondhand Vanity" del artista Will Wood.